# 塩谷直義
塩谷 直義（しおたに なおよし、1977年12月27日 - ）は日本のアニメ監督、演出家である。山口県出身、代々木アニメーション学院卒。

## 略歴
『BLOOD+』の第3期オープニングアニメーションの絵コンテ/演出/作画監督をキッカケに注目を集める。

## 主な参加作品

### テレビアニメ
- クレヨンしんちゃん （1992年 -、動画・原画）
- テニスの王子様 （2001年 - 2005年、原画）
- 攻殻機動隊 STAND ALONE COMPLEX （2002年 - 2003年、原画・動画・動画検査）
- 鋼の錬金術師 （2003年 - 2004年、原画）
- 攻殻機動隊 S.A.C. 2nd GIG （2004年 - 2005年、原画）
- 風人物語 （2004年、作画監督・原画）
- BLOOD+ （2005年 - 2006年、絵コンテ・演出・作画監督・第3期OP絵コンテ/演出/作画監督[1][2][3]）
- シュヴァリエ 〜Le Chevalier D'Eon〜 （2006 - 2007年、絵コンテ・演出・原画）
- REIDEEN （2007年、作画監督・原画）
- 神霊狩/GHOST HOUND （2007 - 2008年、神霊デザイン・原画）
- RD 潜脳調査室 （2008年、原画・ED演出）
- 全力ウサギ （2008年、絵コンテ）
- 戦国BASARA （2009年、助監督・絵コンテ・演出・原画）
- 君に届け （2009年、絵コンテ）
- BLOOD-C （2011年、コンセプトデザイン・OP原画）
- PSYCHO-PASS サイコパス （2012年 - 2013年、監督・絵コンテ・演出・絵画デザイン・原画・OP2絵コンテ/演出）
- 進撃の巨人 （2013年、OP2原画）
- ウィザード・バリスターズ 弁魔士セシル （2014年、絵コンテ）
- PSYCHO-PASS サイコパス 2 （2014年、監督・絵コンテ・演出）
- 黒子のバスケ 第3期 （2015年、OP2絵コンテ/演出/原画）
- ハイキュー!! セカンドシーズン （2015年、ED絵コンテ/演出）
- PSYCHO-PASS サイコパス 3 （2019年、監督・絵コンテ）
- 天国大魔境 （2023年、原画）

### OVA
- 東京マーブルチョコレート （2007年、監督）

### 劇場アニメ
- 千と千尋の神隠し （2001年、動画）
- 劇場版 テニスの王子様 二人のサムライ The First Game （2005年、原画）
- 劇場版 ツバサ・クロニクル 鳥カゴの国の姫君 （2005年、原画・2Dエフェクト・コンポジット）
- スカイ・クロラ The Sky Crawlers （2008年、原画）
- ホッタラケの島 〜遥と魔法の鏡〜 （2009年、絵コンテ・演出）
- 劇場版 BLOOD-C The Last Dark （2012年、監督・絵コンテ）
- 劇場版 PSYCHO-PASS サイコパス （2015年、監督・絵コンテ・演出）
- さよならの朝に約束の花をかざろう （2018年、絵コンテ）
- PSYCHO-PASS サイコパス Sinners of the System （2019年、SSストーリー原案・監督・絵コンテ）
- PSYCHO-PASS サイコパス 3 FIRST INSPECTOR （2020年、監督・絵コンテ）
- 劇場版 PSYCHO-PASS サイコパス PROVIDENCE （2023年、監督・絵コンテ・演出）

### ゲーム
- 実況パワフルプロ野球12 （2005年、作画監督）
- ファントム オブ キル （2016年、コンセプトフィルム『ZEROからの反逆』監督）